# Zjednoczone Emiraty Arabskie

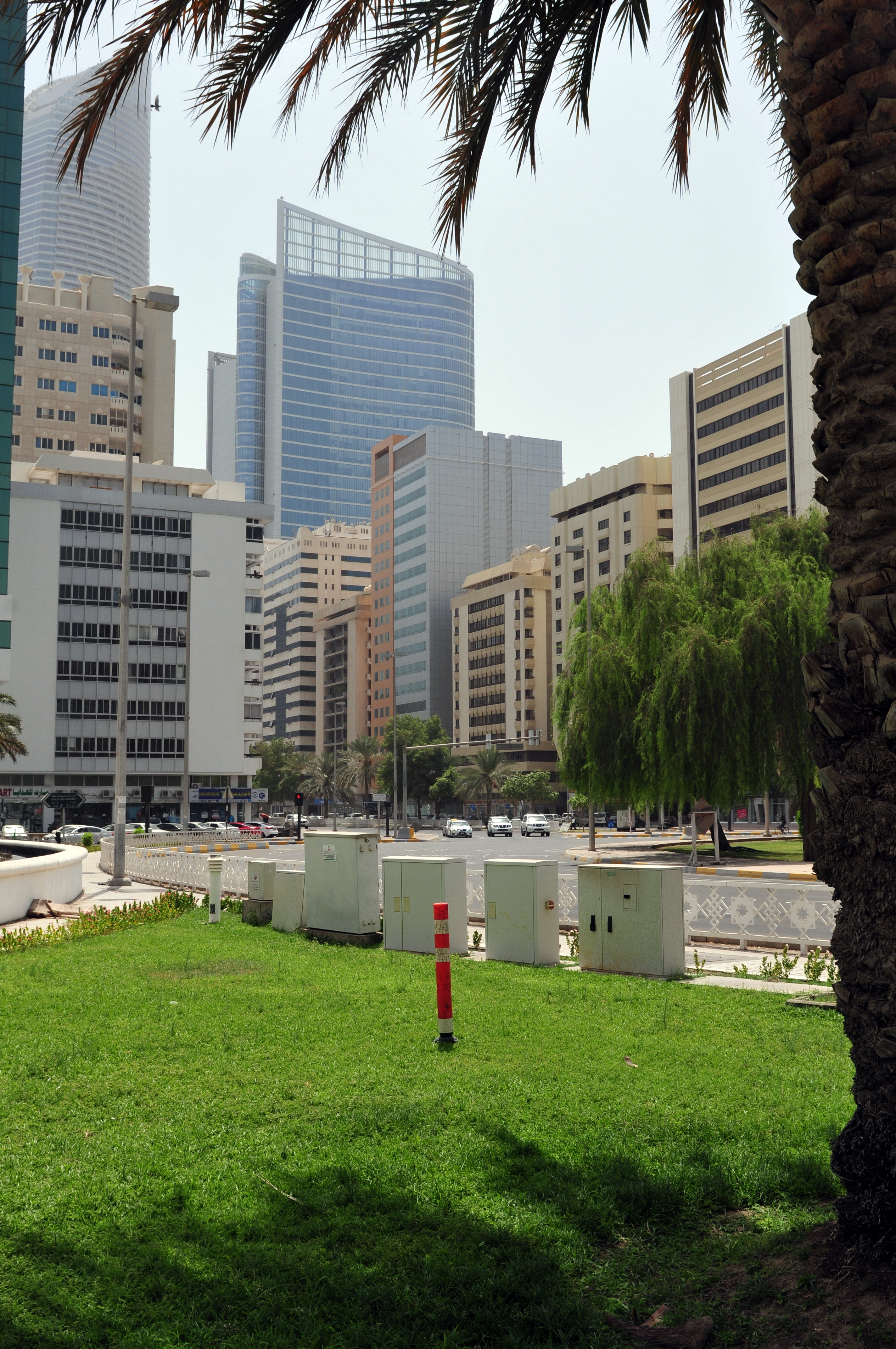
Centrum Abu Zabi

Zjednoczone Emiraty Arabskie (arab. ‏الإمارات العربيّة المتّحدة‎, trb. al-Imārāt al-’arabijja al-Muttaḥida), ZEA – państwo arabskie na Bliskim Wschodzie, położone nad Zatoką Perską i Omańską, składające się z siedmiu emiratów: Abu Zabi, Dubaj, Szardża, Adżman, Umm al-Kajwajn, Ras al-Chajma i Fudżajra. Graniczy z Arabią Saudyjską i Omanem.

## Historia
W 2011 roku na stanowisku archeologicznym Jebel Faya odkryto prymitywne narzędzia, których wiek oszacowano na około 100–125 tys. lat (datowanie termoluminescencyjne). W momencie odkrycia był to najdawniejszy ślad bytności człowieka odnaleziony poza Afryką. Od około VII wieku p.n.e. neolit i liczna hodowla dromaderów i osłów, także koczownicze ludy pustynne. Już w III tysiącleciu p.n.e. sięgały tutaj wpływy cywilizacji z Mezopotamii: Sumeru, Akadu, Babilonii, Asyrii. Od VI w. p.n.e. wpływy kultury perskiej, później kultury hellenistycznej i państw Seleucydów, a później Partów.
Około 240 n.e. tereny te zostały podbite przez sasanidzką Persję. Kilkanaście lat później na te ziemie przybywali także chrześcijanie, o czym świadczą pozostałości kościoła na wyspie Sir Bani Jas. W VII w. obszar został zajęty przez muzułmanów z dużymi wpływami bahrajńskich charydżytów i omańskich ibadytów. W XVI wieku Portugalczycy założyli kilka fortów, m.in. w Kalbie. Od XVII w. podział wpływów na terenach Emiratów pomiędzy Turków Osmańskich a Portugalczyków. W drugiej połowie XVIII wieku Arabowie nawiązali kontakty z Brytyjską Kompanią Wschodnioindyjską. W 1892 Brytyjczycy, zaniepokojeni wzrostem zainteresowania innych mocarstw Zatoką Perską, zawarli z każdym z emiratów (Abu Zabi, Adżman, Dubaj, Fudżajra, Ras al-Chajma, Szardża i Umm al-Kajwajn) układy protekcyjne, według których polityka zagraniczna tych państw (zwanych następnie Omanem Traktatowym) leżała w gestii Korony brytyjskiej. Ustanowiono Radę Traktatową, składającą się z siedmiu władców. W perspektywie miało dojść do utworzenia federacji. W latach 60. XX wieku Oman Traktatowy stał się zamożny dzięki eksploatacji złóż ropy naftowej.
W 1968 roku rząd brytyjski ogłosił zamiar wycofania swoich wojsk z regionu w ciągu najbliższych 3 lat. Już wcześniej pod brytyjskim patronatem zaczęła się tworzyć federacja emiratów (szejkanatów) arabskich, położonych na południowym brzegu Zatoki Perskiej. Miała ona objąć 7 emiratów Omanu Traktatowego oraz sąsiednie księstwa Katar i Bahrajn. Uchwała o utworzeniu federacji zapadła na zjeździe zainteresowanych szejków w lutym 1968. Jednak ambicje poszczególnych szejków oraz nierozwiązanie wielu kwestii formalno-prawnych nawet w tak istotnych dziedzinach, jak ustrój nowego organizmu państwowego spowodowały, że federacja pozostała głównie „na papierze”. W 1971 Bahrajn i Katar zrezygnowały z uczestnictwa w federacji i utworzyły niezależne państwa. W toku obrad, które w lipcu 1971 toczyły się w pałacu szejka Dubaju, salę opuścił także szejk Ras al-Chajmy. 18 lipca pozostałych sześciu władców podpisało umowę o utworzeniu federacji Zjednoczonych Emiratów Arabskich, która 2 grudnia 1971 oficjalnie ogłosiła niepodległość. Nowe państwo zostało 6 grudnia przyjęte do Ligi Arabskiej, a 8 grudnia na podstawie Rezolucji Rady Bezpieczeństwa ONZ nr 304 – jako 132 członek – do ONZ. Jeszcze 23 grudnia tego roku w Abu Zabi ogłoszono, że do federacji w przyszłym roku przystąpi również emirat Ras al-Chajma. Zjednoczone Emiraty Arabskie są jedynym skutkiem idei panarabizmu, który przetrwał próbę czasu.
Pierwszym prezydentem Zjednoczonych Emiratów Arabskich został wybrany na 5 lat Zajid ibn Sultan Al Nahajjan, władca Abu Zabi, a wiceprezydentem szejk Dubaju. Władcy poszczególnych emiratów utworzyli Radę Najwyższą, do kompetencji której należały sprawy polityki zagranicznej, obrony, kluczowe decyzje gospodarcze. Każdy emirat zachował przy tym własną administrację i samodzielne kierowanie sprawami wewnętrznymi, często jeszcze uwarunkowane lokalnymi tradycjami plemiennymi. Ustalono, że budżet federacji będzie tworzony ze składek wynoszących po 10% dochodów każdego z emiratów. Organem ustawodawczym zostało Zgromadzenie Doradcze, złożone z 34 delegatów wybieranych przez poszczególne emiraty w ilości proporcjonalnej do liczby ludności. Tymczasową stolicą państwa została rezydencja szejka Abu Zabi – el-Ain w oazie Burajmi.
W 1979 r. zerwano stosunki dyplomatyczne z Egiptem za podpisanie układu wojskowego z Izraelem. W 1985 zostały nawiązane stosunki dyplomatyczne i handlowe z ZSRR i Chinami, a w 1987 wznowiono stosunki dyplomatyczne z Egiptem. W 1990 ZEA poparły interwencję w Iraku i zgodziły się na rozlokowanie na swoim terytorium wojsk francuskich i brytyjskich. W 1994 ZEA podpisały układ obronny ze Stanami Zjednoczonymi. W 2004 po śmierci prezydenta jego miejsce zajął Chalifa ibn Zajid Al Nahajjan. W 2006 po śmierci premiera Maktuma ibn Raszida al-Maktuma jego urząd przejął Muhammad ibn Raszid al-Maktum.

## Geografia
Zjednoczone Emiraty Arabskie położone są w strefie klimatu zwrotnikowego kontynentalnego suchego, który w głębi kraju staje się skrajnie suchy. Powierzchnia kraju jest w większości nizinna (100-150 metrów) i pustynna (około 97% powierzchni państwa zajmuje pustynia Ar-Rub al-Chali). Na wschodzie kraju wznoszą się niewielkie góry Al-Hadżar al-Gharbi. Najwyższym szczytem państwa jest góra Dżabal Jibir (1517 m n.p.m.), jednakże nie jest to najwyższy punkt kraju, ten bowiem leży na zboczu góry Dżabal al-Dżajs (1910 m n.p.m.), której szczyt wznosi się już na terytorium Omanu.
Średnie temperatury w styczniu wynoszą około 20 °C, w lipcu 32–40 °C (maksymalnie wynoszą ponad 50 °C). Opady deszczu występują głównie w zimie (grudzień-luty), a ich roczna suma to 80–140 mm. Latem na wybrzeżu utrzymuje się wysoka wilgotność. W emiratach nie znajdują się żadne rzeki stałe, nielicznie występują wadi, zaś na wody artezyjskie można trafić w oazach Al-Ajn i Al-Burajmi. Wśród licznych solnisk największym jest Sabchat Matti. Roślinność jest skąpa, głównie są to halofity. Na niskim, częściowo zabagnionym wybrzeżu Zatoki Perskiej, zlokalizowane są rafy koralowe i przybrzeżne wysepki, wybrzeże Zatoki Omańskiej jest z kolei górzyste. Linia brzegowa kraju jest dobrze rozwinięta (jej długość wynosi około 700 kilometrów).

## Podział administracyjny

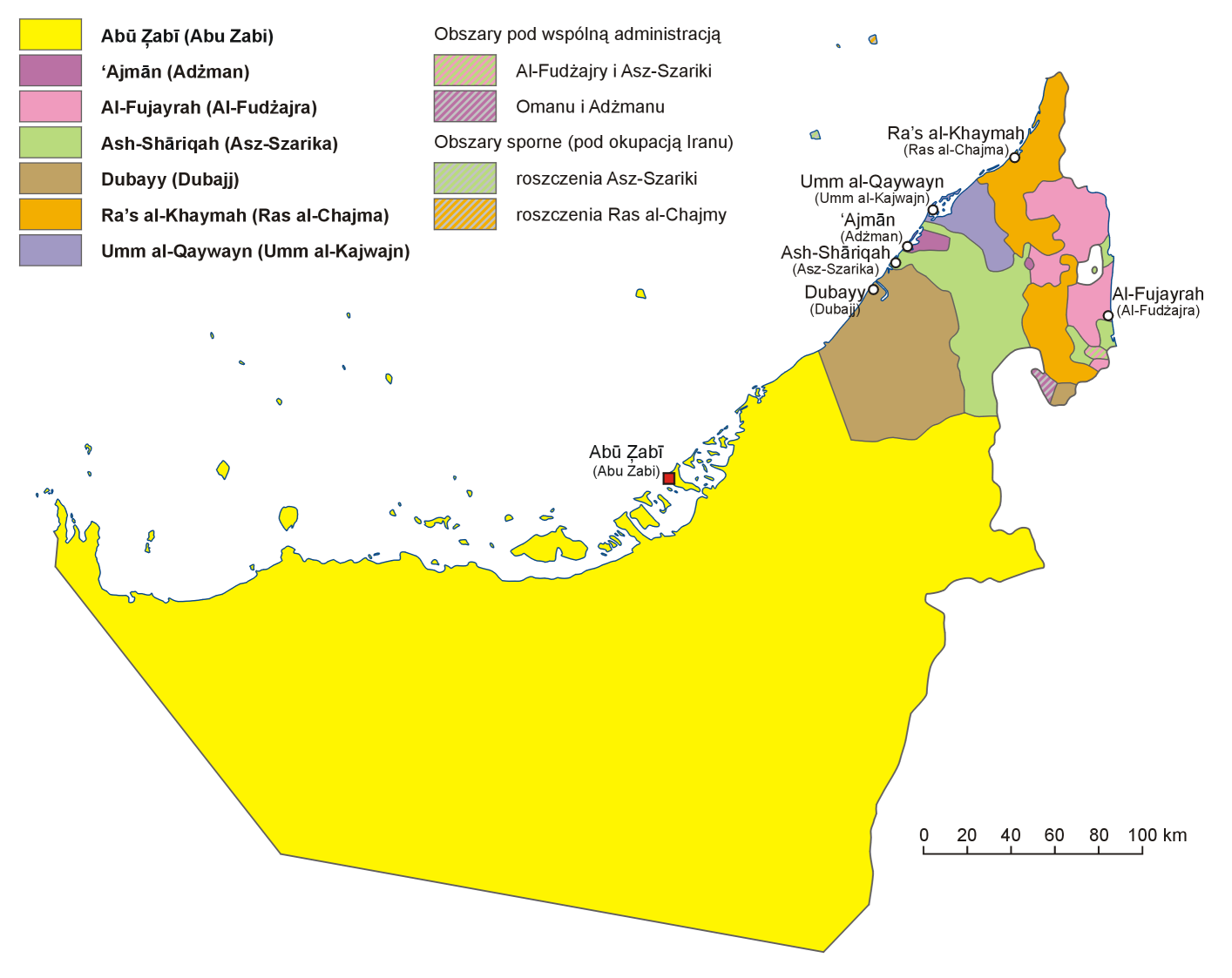
Podział administracyjny ZEA

Zjednoczone Emiraty Arabskie dzielą się na 7 emiratów, rządzonych przez emirów:
| Flaga | Nazwa emiratu  | Siedziba władz |
| ----- | -------------- | -------------- |
|       | Abu Zabi       | Abu Zabi       |
|       | Adżman         | Adżman         |
|       | Dubaj          | Dubaj          |
|       | Fudżajra       | Fudżajra       |
|       | Ras al-Chajma  | Ras al-Chajma  |
|       | Szardża        | Szardża        |
|       | Umm al-Kajwajn | Umm al-Kajwajn |

## Demografia
W chwili powołania do życia Zjednoczonych Emiratów Arabskich w końcu 1971 r. szacunkowa liczba ludności nowego państwa niewiele przekraczała 180 tys., przy czym w Dubaju żyło ok. 60 tys. mieszkańców, ale w najmniejszym emiracie Adżman – jedynie 4,25 tys. Była to prawie wyłącznie ludność arabska. Obecnie Arabowie i Persowie stanowią jedynie 42% populacji kraju, z czego jedynie 19% to obywatele Zjednoczonych Emiratów Arabskich. Osoby pochodzące z krajów subkontynentu indyjskiego to 50% społeczeństwa. Resztę ludności stanowią imigranci z Azji południowo-wschodniej, głównie z Filipin. 65% wszystkich mieszkańców wyznaje islam. W kraju oprócz oficjalnego języka arabskiego używany jest też angielski, perski, urdu i hindi. Poziom analfabetyzmu sięga 22%. W latach osiemdziesiątych XX wieku liczba ludności mocno się zwiększyła, z 1 mln do 2 mln. Średnia długość życia to dla mężczyzn 70 lat, a kobiet 74.

### Największe miasta pod względem ludności
| Lp. | Miasto         | Prowincja      | Liczba mieszkańców |
| --- | -------------- | -------------- | ------------------ |
| 1   | Dubaj          | Dubaj          | 3 480 607 (2022)   |
| 2   | Abu Zabi       | Abu Zabi       | 2 908 173 (2016)   |
| 3   | Szardża        | Szardża        | 1 400 000 (2015)   |
| 4   | Al-Ajn         | Abu Zabi       | 766 936 (2017)     |
| 5   | Adżman         | Adżman         | 490 035 (2017)     |
| 6   | Ras al-Chajma  | Ras al-Chajma  | 125 802 (2013)     |
| 7   | Fudżajra       | Fudżajra       | 110 000 (2013)     |
| 8   | Chaur Fakkan   | Szardża        | 53 700 (2013)      |
| 9   | Umm al-Kajwajn | Umm al-Kajwajn | 35 500 (2013)      |

### Imigracja
Imigracja do Zjednoczonych Emiratów Arabskich jest bardzo duża. Świadczy o tym fakt, że w wielu miastach jest teraz więcej robotników z Indii, Bangladeszu, Pakistanu i Chin niż rdzennych mieszkańców kraju.

### Religia
Struktura religijna kraju w 2010 roku według Pew Research Center:
- islam – 76,9% (5 780 000)
- chrześcijaństwo – 12,5% (950 000)
  - katolicyzm – 9,9% (750 000)
  - prawosławie – 1,3% (100 000)
  - protestantyzm – 1,3% (100 000)
- hinduizm – 6,6% (490 000)
- buddyzm – 2,0% (150 000)
- brak religii – 1,1% (90 000)
- inne religie – 0,7% (50 000)

## Ustrój polityczny

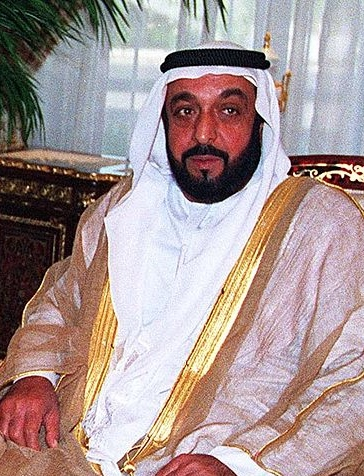
Były prezydent szejk Chalifa ibn Zajid Al Nahajjan

Kraj ma unikatowy ustrój polityczny – federację emiratów. Głową państwa jest prezydent szejk, a szefem rządu premier szejk. Emiratami rządzą natomiast emirowie. Władza w emiratach przekazywana jest z ojca na syna.

## Polityka zagraniczna
Zjednoczone Emiraty Arabskie uznają Izrael. Przez pewien czas zawieszone były stosunki dyplomatyczne z Egiptem. W latach 80. XX wieku widać było związki ZEA z krajami komunistycznymi, głównie z ZSRR i z Chinami. W latach 90. nastąpiła zmiana kursu polityki zagranicznej i od tego czasu silne stały się związki dyplomatyczne z krajami Europy Zachodniej oraz Stanami Zjednoczonymi.

## Siły zbrojne

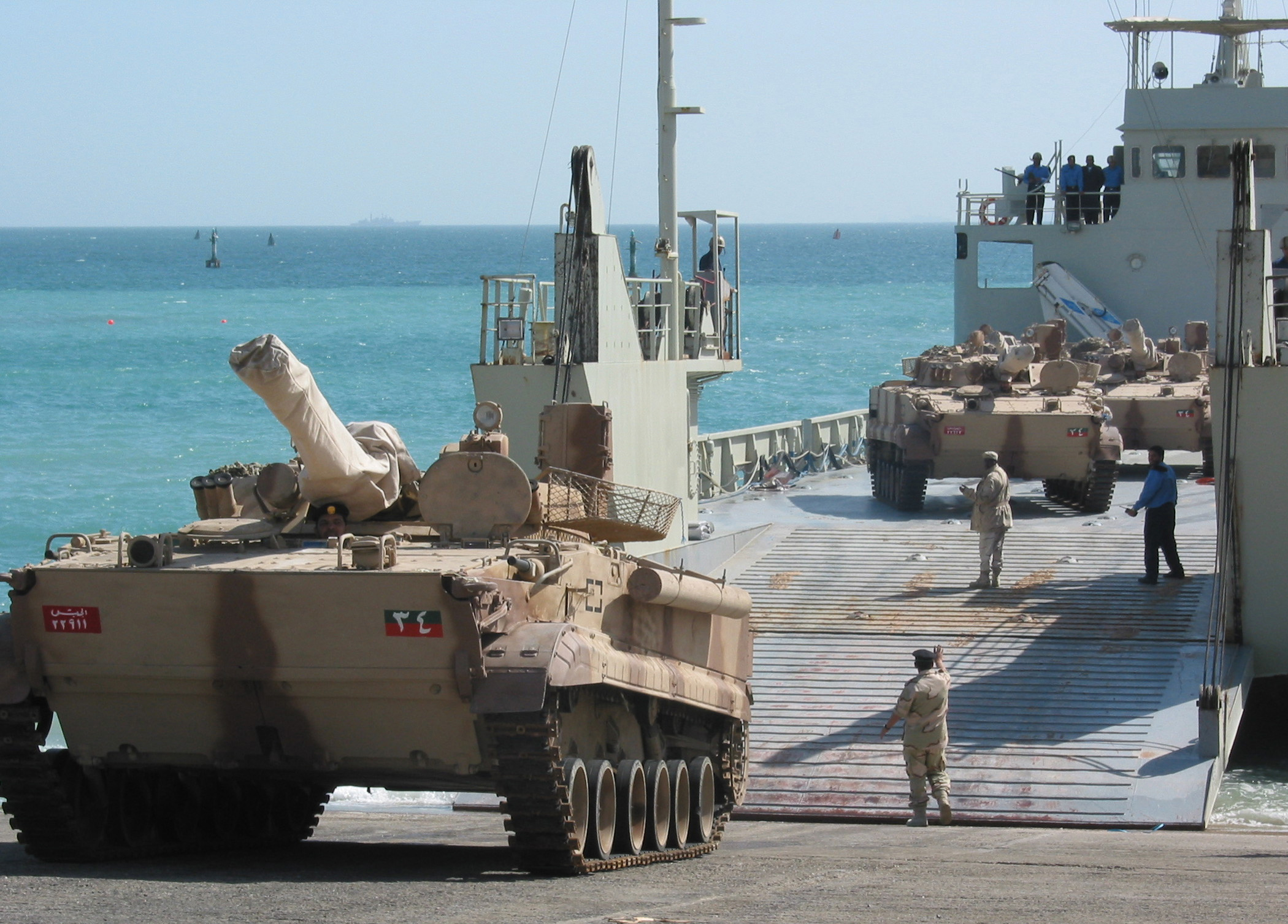
Radziecki bojowy wóz piechoty BMP-3 w barwach armii ZEA

Zjednoczone Emiraty Arabskie dysponują trzema rodzajami sił zbrojnych: wojskami lądowymi, marynarką wojenną oraz siłami powietrznymi. Uzbrojenie sił lądowych ZEA w 2014 roku składało się z: 545 czołgów, 2880 opancerzonych pojazdów bojowych, 177 dział samobieżnych, 54 wieloprowadnicowych wyrzutni rakietowych oraz 150 zestawów artylerii holowanej. Marynarka wojenna dysponowała w 2014 roku następującymi okrętami: 34 okrętami obrony przybrzeża, dwoma okrętami obrony przeciwminowej oraz pięcioma korwetami.
Wojska Zjednoczonych Emiratów Arabskich w 2014 roku liczyły 65 tysięcy żołnierzy zawodowych (rezerwistów brak z racji pełnego uzawodowienia armii). Według rankingu Global Firepower (2014) siły zbrojne ZEA stanowią 42. siłę militarną na świecie, z rocznym budżetem na cele obronne w wysokości 14,4 mld dolarów.
Wojska ZEA biorą udział w misji pokojowej w Kosowie (KFOR).
Wojska ZEA intensywnie współpracują z Francją, w 2019 roku ZEA i Francja podpisały umowę, której celem była współpraca wojskowa, a także obrona Emiratów w sytuacji agresji przez Francję.
W grudniu 2021 roku podpisano kolejną umowę z Francją, która obejmowała zakup przez ZEA 80 myśliwców Rafale i 12 śmigłowców Caracal. Ponadto ZEA zobowiązała się do powiększania francuskich baz na swoim terytorium.

## Gospodarka
Kraj należy do szybko rozwijających się i najbogatszych państw Azji Zachodniej. Od powstania kraju przez dłuższy czas najwięcej dochodów przynosiła ropa naftowa. Jej wydobycie na szerszą skalę i eksport rozpoczęły się w Abu Zabi w 1962 roku i w roku powołania federacji (1971) osiągnęły 44,5 mln ton. Dubaj rozpoczął wydobycie ropy naftowej w 1970, a w 1971 wyprodukował już 6,5 mln ton ropy. 
Cztery czynniki wpływające na szybki rozwój gospodarki to:
- stabilny system polityczny
- wysoka cena ropy naftowej
- rewolucja w technologii odsalania wody morskiej
- tania siła robocza z innych krajów (głównie Indii i Filipin).

Produkt krajowy brutto na jednego mieszkańca to 56 667 USD (dane z 2008, z uwzględnieniem parytetu siły nabywczej). Ważną rolę w gospodarce kraju odgrywa turystyka. Zjednoczone Emiraty Arabskie posiadają dużą liczbę luksusowych hoteli. W kraju nie ma podatków i ceł. Za ok. 10 lat skończą się złoża ropy naftowej, jednego z podstawowych sektorów gospodarki kraju. Dlatego też coraz większe sumy pieniężne są przeznaczane na inwestycje w zakresie sportu, turystyki i bankowości. Istnieje tu wiele nowoczesnych i luksusowych hoteli, a wolny rynek sprawił, że w kraju działa wiele banków, w których posiadaczami kont jest wielu znanych ludzi na świecie. W przyszłości turystyka i bankowość mają być głównymi źródłami utrzymania obywateli i państwa. Wielki handel (największy port kontenerowy na świecie, w szybkim tempie rozwijająca się giełda) i banki sprawiły, że kraj stał się usługowym zapleczem Bliskiego Wschodu.

### Przemysł
Przemysł Zjednoczonych Emiratów Arabskich opiera się głównie na wydobyciu ropy naftowej. Przetwórstwo „czarnego złota” to wciąż główny dział przemysłu. Dużo inwestuje się w turystykę, a dzięki wolnemu rynkowi i braku podatków i ceł również sektor finansowy. Bardzo szybko rozwija się budownictwo. W kraju panuje boom inwestycyjny. Budowanych jest wiele dróg, autostrad, hoteli, wieżowców i apartamentów.

### Rolnictwo
Rolnictwo w Zjednoczonych Emiratach Arabskich jest słabo rozwinięte, bo użytki rolne zajmują tylko 2,9% powierzchni kraju. Na wybrzeżu i przy oazach uprawia się najczęściej pomidory, ogórki i kapustę oraz drzewa owocowe (najczęściej palmę daktylową) i niewiele zbóż.

### Transport

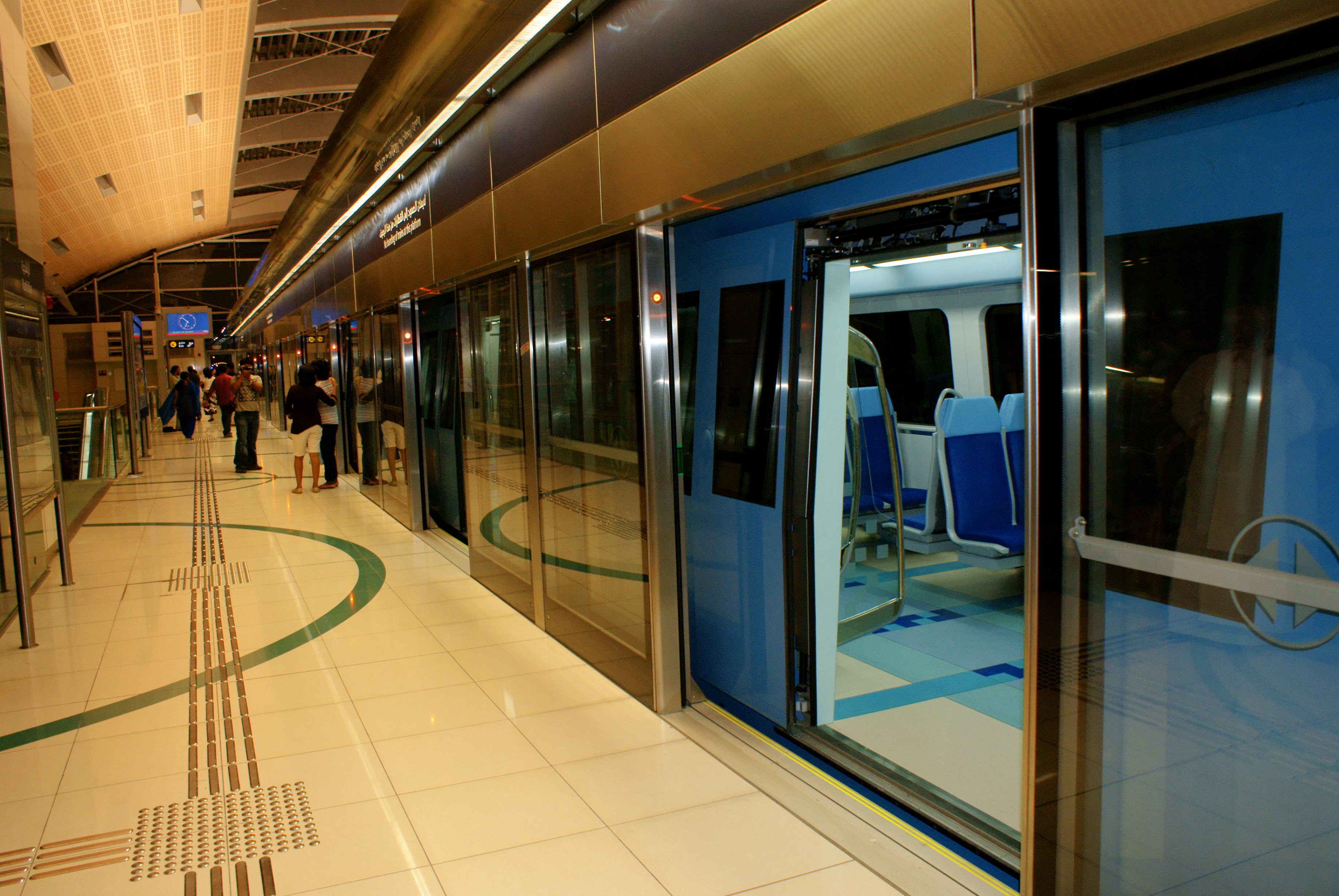
Metro w Dubaju (Stacja Rashidiya)

Samoloty linii Emirates w porcie lotniczym Dubaj

Zjednoczone Emiraty Arabskie mają dobrą sieć dróg i autostrad. Długość autostrad wynosi 1088 km. ZEA posiadają dwa porty morskie i trzy lotnicze. Największy port morski znajduje się w Dubaju, gdzie również zlokalizowany jest największy port lotniczy, przyjmujący 47 milionów pasażerów rocznie. W przyszłości ma być on rozbudowany i ma przyjmować 150 milionów pasażerów rocznie.
Transport szynowy w ZEA jest na etapie rozwoju. Linie kolejowe są w budowie i wykorzystywane jedynie w transporcie towarowym. Ich długość wynosi 266 km, a docelowo 1200 km. Metro w Dubaju jest jedyną koleją aglomeracyjną w ZEA. Długość jego linii wynosi 70 km.

### Nowe technologie
Zjednoczone Emiraty Arabskie, jak większość państw regionu Zatoki Perskiej, czerpią ogromne zyski z wydobycia ropy naftowej. Większość zasobów tego cennego surowca znajduje się w największym emiracie Abu Zabi, a pozostałe części kraju nie posiadają wcale złóż ropy albo utrzymują jedynie znikome wydobycie. Z tego faktu wynika duże zróżnicowanie w rozwoju gospodarczym poszczególnych emiratów i, co za tym idzie, ich strategii rozwoju. Dobrze to widać na przykładzie Dubaju. Złoża ropy tego emiratu znalazły się na wyczerpaniu już w latach 90. XX wieku. Oznaczało to, iż szans na dalszy rozwój Dubaj musi poszukiwać w rozwoju nowoczesnej gospodarki, której wyznacznikami są inwestycje w technologię, silny sektor usług oraz dążenie do poprawy standardów edukacji. Dzięki swojemu strategicznemu położeniu, Dubaj szybko zyskał miano pretendenta do miana jednego ze światowych centrów handlu i finansów. Gorący klimat, atrakcyjne krajobrazy i duże inwestycje spowodowały napływ turystów, napędzając boom w branży budowlanej. Sektor ten należy do najbardziej zaawansowanych technologicznie w skali świata. Nowinki technologiczne pozwalają nie tylko na budowanie dotąd niespotykanych obiektów, jak pierwszy podwodny hotel, ale umożliwiają również (choć na razie wciąż w niewielkim stopniu) wykorzystanie techniki dla ochrony środowiska, czego przykładem jest budowany właśnie pierwszy 400-metrowy ekologiczny wieżowiec.

## Turystyka
Niskie ceny towarów (w Zjednoczonych Emiratach Arabskich brak podatków i cła) oraz nowoczesna infrastruktura hotelowa i sportowa przyciągają turystów zagranicznych i handlowców (1993 – 10 mln osób) z krajów arabskich, Japonii, Stanów Zjednoczonych, Wielkiej Brytanii, a w ostatnich latach również z Rosji. Zjednoczone Emiraty Arabskie (w szczególności Dubaj) posiadają bardzo dużo luksusowych hoteli. Turystyka przynosi coraz większe dochody także mieszkańcom. Inwestycje w tym sektorze gospodarki są warte kilkadziesiąt miliardów dolarów.
Jedną z największych atrakcji turystycznych ostatnich lat stały się tzw. wyspy Palmowe. Usypywanie pierwszej sztucznej wyspy Jumeirah rozpoczęto w 2001 roku. Największa z nich ma 18 km długości i 400 km linii brzegowej. Wszystkie wyspy otaczają łuki falochronów, które chronią je przed niszczycielskim wpływem morza.
Po zakończeniu prac na Jumeirah powstał ogromny kompleks hotelowy Atlantis, którego otwarcie, w listopadzie 2008, uświetniło wielu celebrytów i najdroższy w historii pokaz sztucznych ogni, transmitowany przez telewizje z całego świata.